# Clelea amboinensis
Clelea amboinensis es una especie de polilla de la familia Zygaenidae.
Fue descrita científicamente por Jordan en 1908.